# Arak (Verre Oosten)

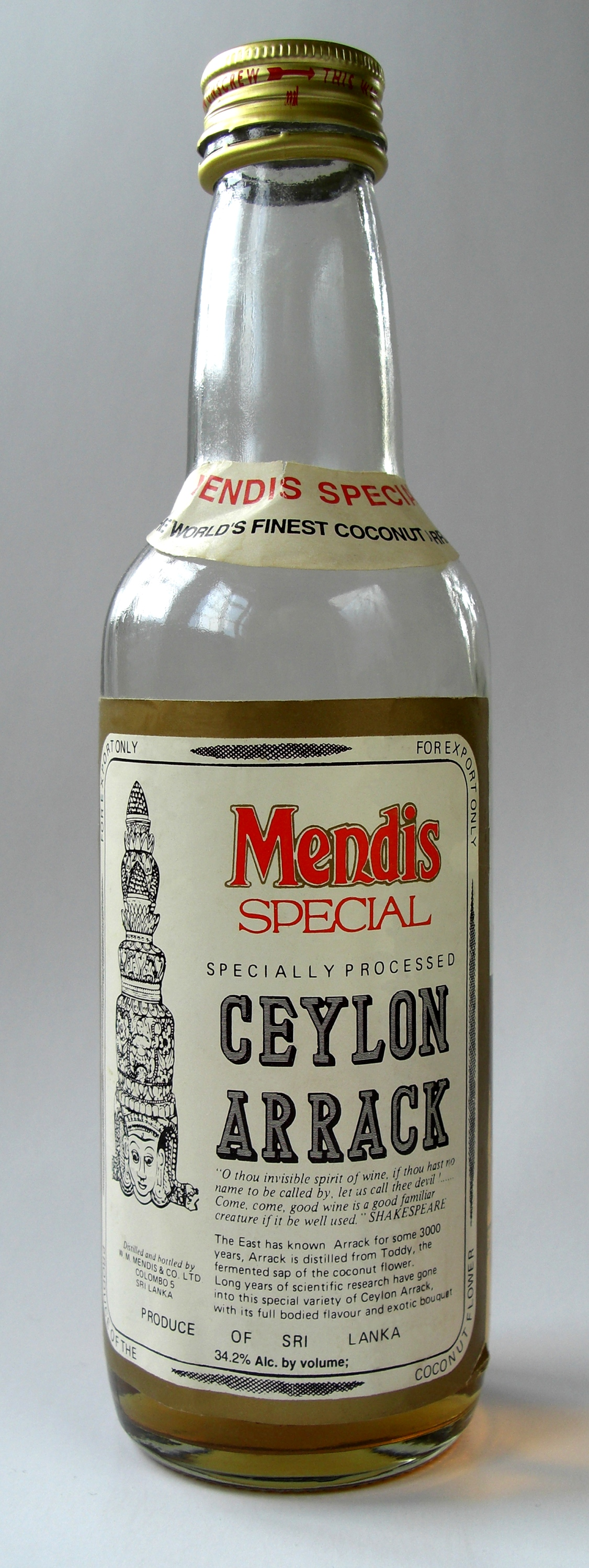
Een fles Sri Lankaanse arak

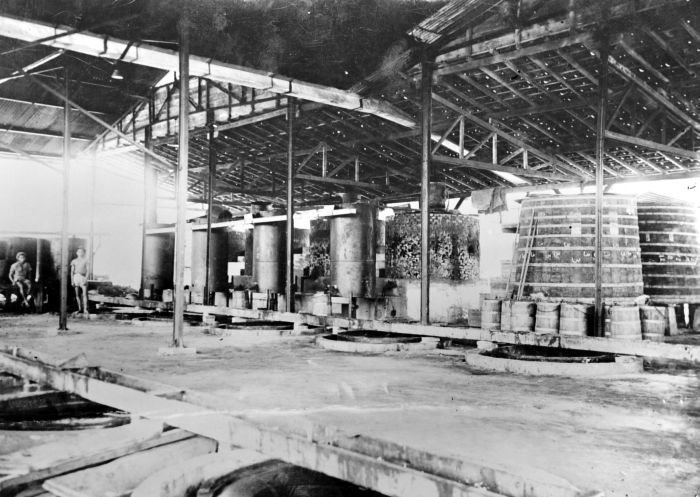
Likeurstokerij 'Aparak' in Batavia

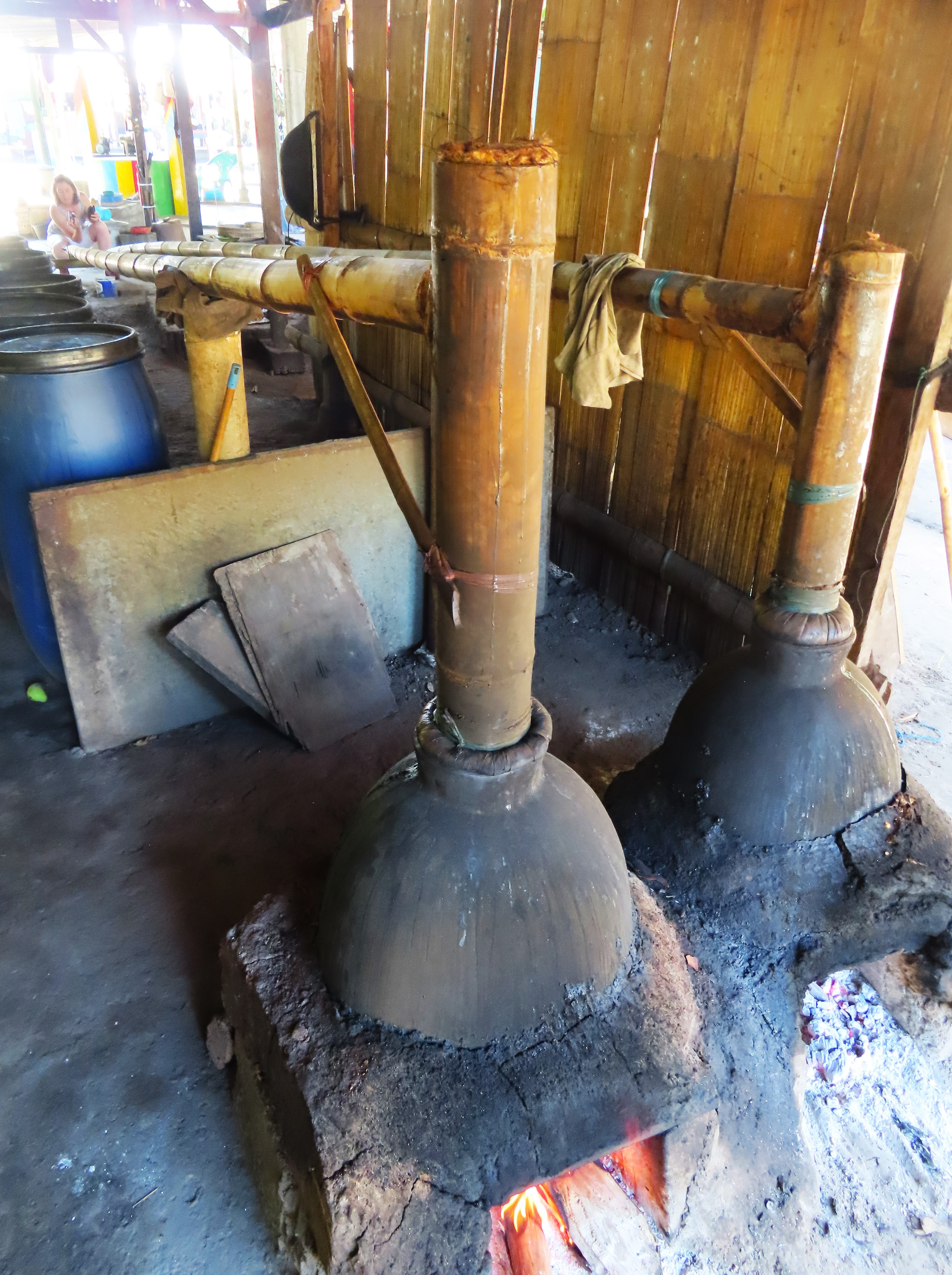
Kleine arakstokerij op het eiland Flores in Indonesië

Arak is een sterkedrank afkomstig uit Azië die gemiddeld 33,5% alcohol bevat. 
Het is van oorsprong een Arabisch woord dat zowel zweet als sterkedrank betekent. Net als rum of cachaça is deze arak een destillaat uit suikerriet dat uitsluitend wordt geproduceerd in Indonesië. In Sri Lanka, Libanon en India wordt ook een drank geproduceerd genaamd arak, maar die heeft niet suikerriet als basis, doch kokos. Deze laatste arak wordt door de lokale bevolking puur gedronken, maar is ook goed te gebruiken in mixdranken met cola, cassis, enzovoorts.
Uniek voor de Indonesische arak is dat de fermentatie van de melasse ondersteund wordt door reeds gedeeltelijk gefermenteerde rijst. Bovendien wordt hij gedestilleerd in een unieke "pot still" van Chinese herkomst. Arak is de nationale drank van Sri Lanka en ook van het zuidelijke deel van India. Arak die gestookt wordt in Sri Lanka wordt voornamelijk geproduceerd voor binnenlands gebruik.
De Indonesische arak wordt ook wel Batavia Arrack genoemd en gestookt tot een sterkte van 60 tot 70% alcoholvolume. Op deze sterkte wordt de bulk Batavia Arrack ook geëxporteerd, voornamelijk naar Nederland, waarna haar belangrijkste afzetmarkt de Zweedse is, waar arak als belangrijkste bestanddeel wordt gebruikt voor de Zweedse punsch. Ook wordt arak gebruikt in de zoetwaren- en de aroma-industrie als component van andere aroma's en als smaakversterker van een rumtoevoeging in chocolade. Net als bij rum wordt er bij exportkwaliteit gebruikgemaakt van "blends" (=vermengingen van diverse soorten) om een product met een constante kwaliteit en smaak te verkrijgen.

## Medicinale arak
Naast de gewone, doorgaans kleurloze arak is er nog een bruine variëteit, die als medicijn wordt gebruikt en daarom arak obat of arak ubat heet. Obat is namelijk Maleis voor medicijn. In deze drank is het extract bijgemengd van de aromatische wortel van de kuskusplant (Vetiver, Chrysopogon zizanioides, een tropische grassoort.)